# Championnat du Japon de Formule 3000 1993
Le championnat du Japon de F3000 1993 a été remporté par le Japonais Kazuyoshi Hoshino, sur une Lola-Mugen du Team Impul. 

## Règlement sportif
- L'attribution des points s'effectue selon le barème 9,6,4,3,2,1.
- Seuls les six meilleurs résultats sont retenus.

## Courses de la saison 1993
| Date         | Lieu   | Vainqueur              | Nationalité | Voiture       | Écurie              |
| 21 mars      | Suzuka | Ross Cheever           | États-Unis  | Reynard-Mugen | Reynard Team LeMans |
| 11 avril     | Fuji   | Kazuyoshi Hoshino      | Japon       | Lola-Mugen    | Team Impul          |
| 9 mai        | Mine   | Mauro Martini          | Italie      | Lola-Mugen    | Team Nova           |
| 23 mai       | Suzuka | Eddie Irvine           | Royaume-Uni | Lola-Mugen    | Team Cerumo         |
| 1er août     | Sugo   | Marco Apicella         | Italie      | Dome-Mugen    | Dome                |
| 5 septembre  | Fuji   | Toshio Suzuki          | Japon       | Lola-Cosworth | Universal Racing    |
| 26 septembre | Suzuka | Ross Cheever           | États-Unis  | Reynard-Mugen | Reynard Team LeMans |
| 17 octobre   | Fuji   | Kazuyoshi Hoshino      | Japon       | Lola-Mugen    | Team Impul          |
| 14 novembre  | Suzuka | Thomas Danielsson (en) | Suède       | Lola-Cosworth | Team Take One       |

## Classement des pilotes
| Classement | Pilote                  | Pays        | Voiture          | Écurie              | Nombre de points |
| ---------- | ----------------------- | ----------- | ---------------- | ------------------- | ---------------- |
| 1er        | Kazuyoshi Hoshino       | Japon       | Lola-Mugen       | Team Impul          | 32               |
| 2e         | Eddie Irvine            | Royaume-Uni | Lola-Mugen       | Team Cerumo         | 32 (33)          |
| 3e         | Ross Cheever            | États-Unis  | Reynard-Mugen    | Reynard Team LeMans | 31               |
| 4e         | Marco Apicella          | Italie      | Dome-Mugen       | Dome                | 23               |
| 5e         | Toshio Suzuki           | Japon       | Lola-Cosworth    | Universal Racing    | 22               |
| 6e         | Thomas Danielsson (en)  | Suède       | Lola-Cosworth    | Team Take One       | 19               |
| 7e         | Mauro Martini           | Italie      | Lola-Mugen       | Team Nova           | 10               |
| 8e         | Andrew Gilbert-Scott    | Royaume-Uni | Lola-Mugen       | Stellar             | 10               |
| 9e         | Heinz-Harald Frentzen   | Allemagne   | Lola-Mugen       | Team Nova           | 8                |
| 10e        | Masahiko Kageyama       | Japon       | Reynard-Mugen    | Nakajima Racing     | 7                |
| 11e        | Jeff Krosnoff           | États-Unis  | Lola-Mugen       | Speed Stars         | 6                |
| 12e        | Roland Ratzenberger     | Autriche    | Lola-Mugen       | Stellar             | 6                |
| 13e        | Takuya Kurosawa         | Japon       | Lola-Cosworth    | Racing Heroes       | 5                |
| 14e        | Paulo Carcasci          | Brésil      | Reynard-Mugen    | Navi Connection     | 4                |
| 15e        | Naoki Hattori           | Japon       | Lola-Mugen       | Le Garage           | 4                |
| 16e        | Masanori Sekiya         | Japon       | Reynard-Cosworth | TOM'S               | 3                |
| 17e        | Mika Salo               | Finlande    | Lola-Mugen       | Ad Racing Team      | 1                |
| 17e        | Katsutomo Kaneishi (en) | Japon       | Lola-Cosworth    | Racing Heroes       | 1                |

Eddie Irvine a terminé à 7 reprises dans les points. Seuls les 6 meilleurs résultats étant retenus, il a dû retrancher le point de la sixième place inscrit lors de l'épreuve de Fuji le 5 septembre, et s'est ainsi retrouvé à égalité de points avec Kazuyoshi Hoshino, titré au bénéfice du plus grand nombre de victoires.